# Las viudas de los jueves (serie)
Las viudas de los jueves es una miniserie de televisión mexicana de 2023 basada en la novela homónima de Claudia Piñeiro, dirigida por Humberto Hinojosa Ozcáriz y adaptada por Gibrán Portela. Protagonizada por Cassandra Ciangherotti, Omar Chaparro, Zuria Vega, Irene Azuela, Sofía Sisniega y Mayra Hermosillo, la serie gira alrededor del misterio sobre la muerte de 3 hombres dentro de la lujosa comunidad donde viven. Tuvo su estreno a través de la plataforma Netflix el 14 de septiembre de 2023. La miniserie fue producida por Woo Films.

## Sinopsis
Teresa encuentra a su marido y a sus dos mejores amigos muertos en una piscina, en la lujosa comunidad Los Altos de la Cascada. Conforme la verdad sale a la luz, también lo harán los secretos oscuros de su vida idílica.

## Reparto
- Cassandra Ciangherotti - Mavi Guevara
- Omar Chaparro - Tano Scaglia
- Zuria Vega - Mariana Andrade
- Irene Azuela - Teresa Scaglia
- Sofía Sisniega - Carla Maldonado
- Mayra Hermosillo - Lala de la Luna
- Alfonso Bassave - Gustavo Maldonado
- Juan Pablo Medina - Ronie Guevara
- Pablo Cruz - Martín de la Luna
- Sasha González - Ramona Andrade
- Diego Bernal - Juandi Guevara
- Vince Balanta - Wagner Royson

## Episodios
| Episodio | Título                       | Dirección                 | Escritura                            | Fecha emisión            |
| -------- | ---------------------------- | ------------------------- | ------------------------------------ | ------------------------ |
| 1        | "Tienen que saber la verdad" | Humberto Hinojosa Ozcariz | Gibrán Portela y Marina Ríos Santini | 14 de septiembre de 2023 |
| 2        | "Familia Scaglia"            | Humberto Hinojosa Ozcariz | Gibrán Portela y Marina Ríos Santini | 14 de septiembre de 2023 |
| 3        | "Familia Andrade"            | Humberto Hinojosa Ozcariz | Gibrán Portela y Marina Ríos Santini | 14 de septiembre de 2023 |
| 4        | "Familia De la Luna"         | Humberto Hinojosa Ozcariz | Gibrán Portela y Marina Ríos Santini | 14 de septiembre de 2023 |
| 5        | "Familia Maldonado"          | Humberto Hinojosa Ozcariz | Gibrán Portela y Marina Ríos Santini | 14 de septiembre de 2023 |
| 6        | "Familia Guevara"            | Humberto Hinojosa Ozcariz | Gibrán Portela y Marina Ríos Santini | 14 de septiembre de 2023 |